# Radentscheid München

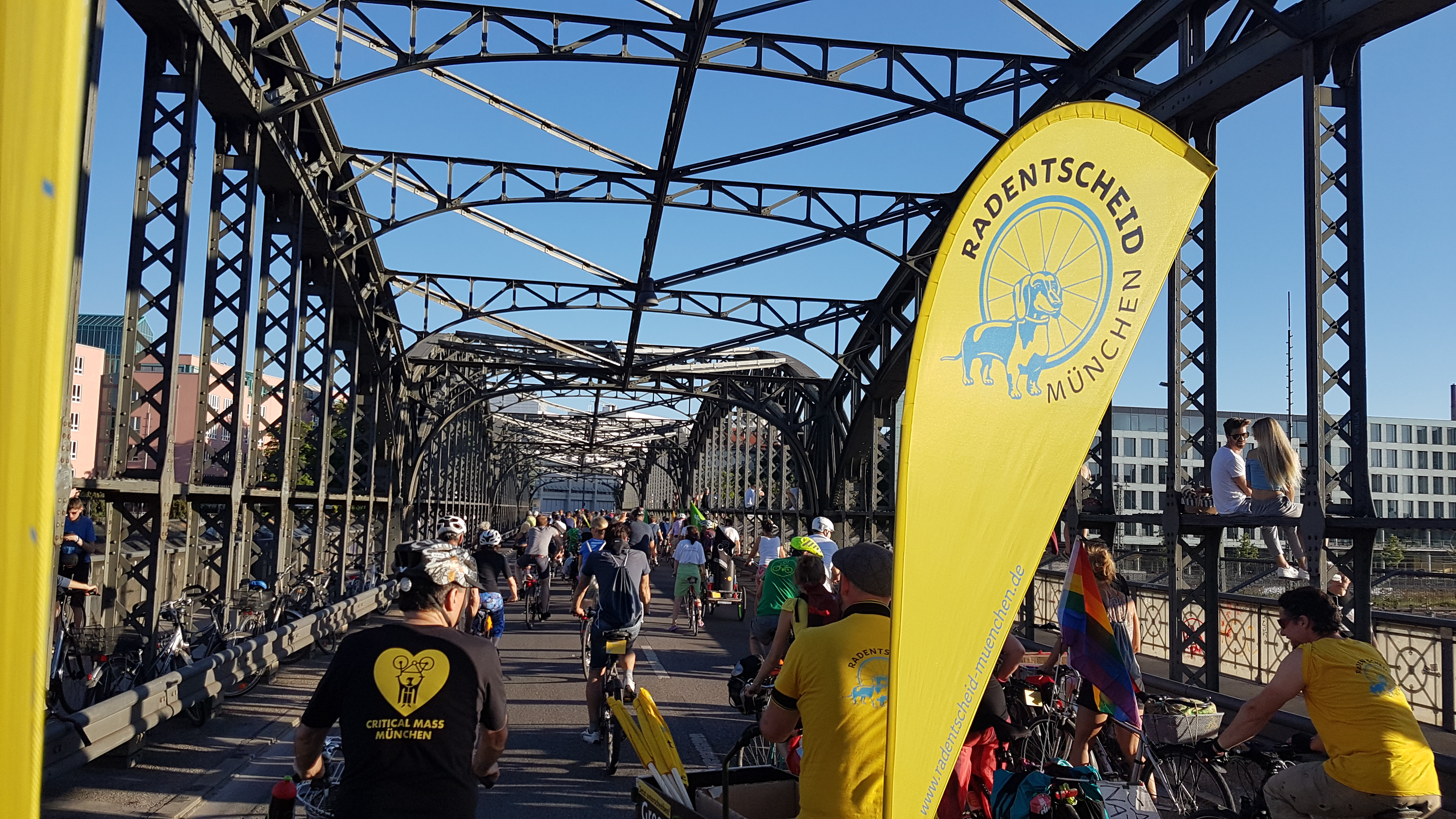

Der Radentscheid München hatte das Ziel, durch ein Bürgerbegehren einen Bürgerentscheid bzw. einen Rathausbeschluss herbeizuführen, durch den die Fahrradinfrastruktur in München gestärkt werden soll. Am 24. Juli 2019 beschloss der Münchner Stadtrat die Übernahme der vom Bürgerbegehren angestrebten Ziele.

## Hintergrund
Vorbild ist die Berliner Initiative Volksentscheid Fahrrad, die 2018 zur Übernahme der Ziele durch den Berliner Senat führte. In München machte der Radverkehr 2019, mit steigender Tendenz, etwa 20 Prozent des Stadtverkehrs aus. Kritik an einer nach Ansicht der Organisatoren zu zögerlichen Politik, die die Verkehrswende nicht ausreichend vorantreibe, führte zur Initiierung des Bürgerbegehrens, um die Radinfrastruktur zu verbessern.

## Gründer und Unterstützer
Die Initiative wurde von sechs Organisationen ins Leben gerufen:
- ADFC München
- Bündnis 90/Die Grünen München
- Bund Naturschutz – Kreisgruppe München
- Die Linke München
- Green City
- ÖDP München

Zusätzlich schlossen sich zahlreiche Bündnispartner der Initiative an.

## Ziele

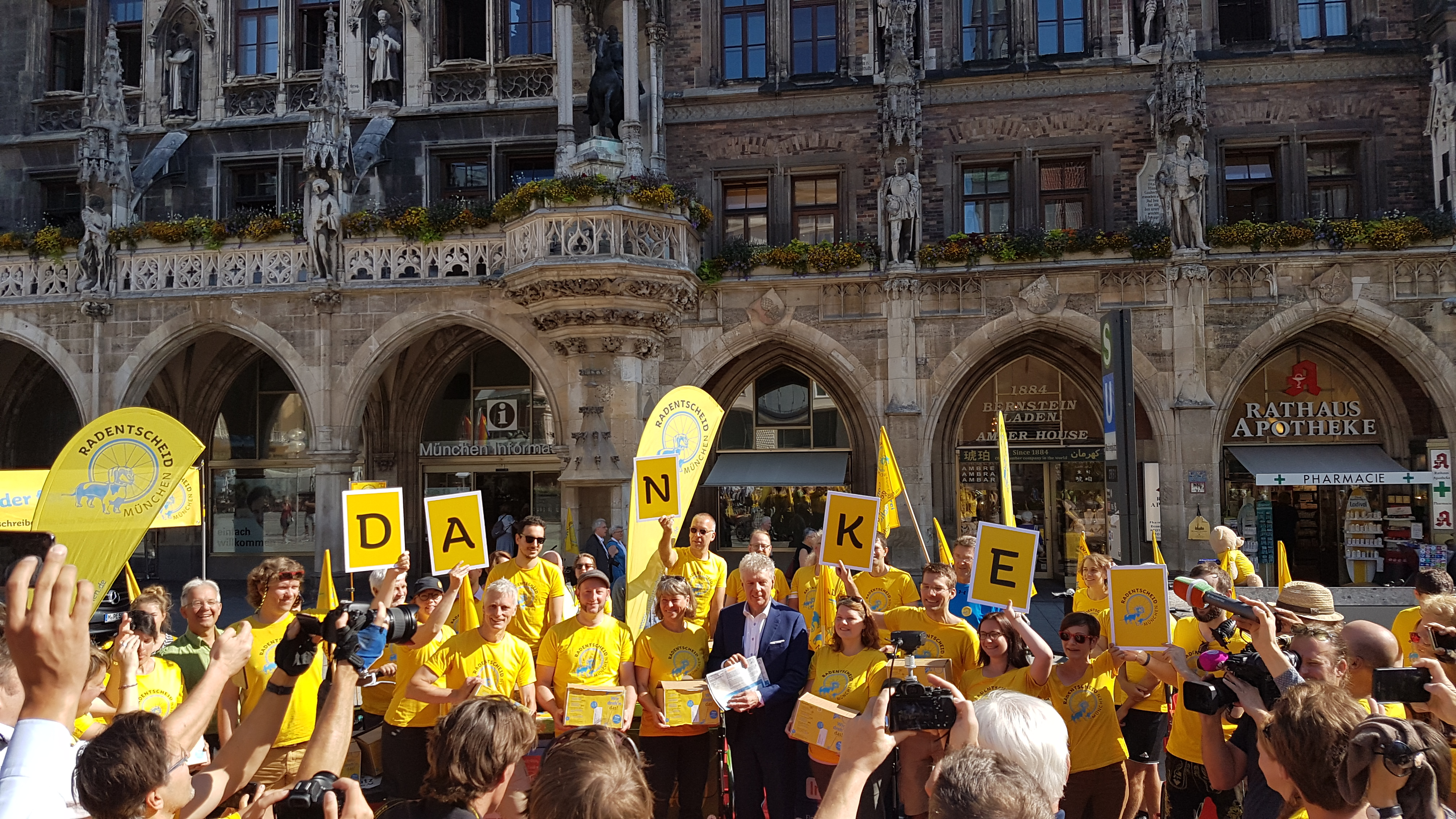

### Erstes Begehren: Bessere Fahrradinfrastruktur
Die Maßnahmen sollen für den Radverkehr zu einer Verbesserung in den folgenden Bereichen führen:
- Radwege
- Rad-Vorrangnetz[6]
- Kreuzungen
- Abstellanlagen
- Flächengerechtigkeit

„Sind Sie dafür, dass die Landeshauptstadt München die untenstehend ausformulierten vier Ziele für einen attraktiven, leistungsfähigen und sicheren Radverkehr kontinuierlich und verkehrspolitisch vorrangig verfolgt, indem sie diese entweder durch geeignete Maßnahmen bis zum Jahr 2025 weitestgehend umsetzt oder bei Maßnahmen, die einer Plangenehmigung oder Planfeststellung bedürfen, bis zum Jahr 2025 die Antragsunterlagen ausarbeitet und einreicht, wobei diese Maßnahmen prioritär durch Umwidmung von Flächen für Kfz-Fahrspuren oder Kfz-Parkplätze und gegebenenfalls auch zu Lasten der Leistungsfähigkeit des Kfz-Verkehrs umgesetzt werden sollen, in der Regel jedoch nicht auf Kosten der Flächen für den Fußverkehr, den öffentlichen Personennahverkehr und des Stadtgrüns?“

### Zweites Begehren: Altstadt-Radlring

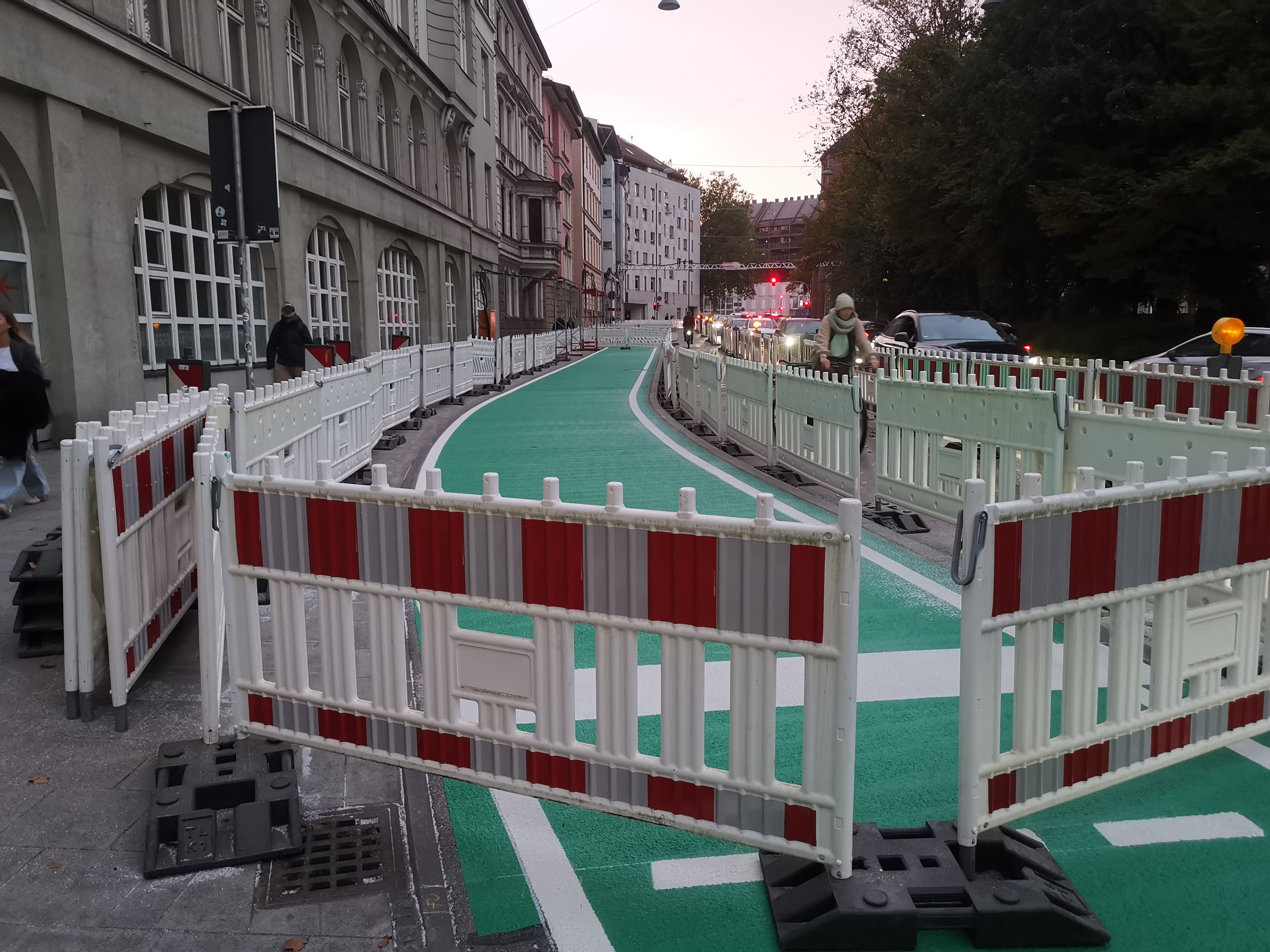
Umsetzung Radentscheid in der Blumenstraße 2024

Das aus rechtlichen Gründen separat durchgeführte zweite Begehren – unterschiedliche Themen dürfen nicht in einem Begehren zusammengefasst werden – hat die Umsetzung eines Altstadt-Radlrings zum Ziel. Ein entsprechender Antrag wurde bereits am 6. Februar 2019 von den Fraktionen Grüne/rosa Liste, ÖDP und Die Linke in den Stadtrat eingebracht und das zuständige Referat durch Beschluss vom 26. Juni beauftragt, einen Altstadt-Radlring zu konzipieren. Bisher existieren entlang einiger Teile des Altstadtrings keine Radwege, an anderen Stellen sind sie schmaler als die geforderten 2,30 Meter Mindestbreite bzw. 2,80 Meter Regelbreite.

„Sind Sie dafür, dass die Landeshauptstadt München unverzüglich einen sicheren, eigenständigen und durchgängigen Altstadt-Radlring einrichtet, der entlang des Straßenzuges: Karlsplatz (Stachus), Lenbachplatz, Maximiliansplatz, Brienner Straße, Odeonsplatz, Ludwigstraße, Von-der-Tann-Straße, Franz-Josef-Strauß-Ring, Karl-Scharnagl-Ring, Thomas-Wimmer-Ring, Isartorplatz, Frauenstraße, Blumenstraße, Sendlinger-Tor-Platz und Sonnenstraße geführt wird und aus Radwegen mit einer nutzbaren Mindestbreite von 2,30 Meter und einer Regelbreite von 2,80 Meter pro Fahrtrichtung zuzüglich seitlicher Sicherheitsabstände besteht, die baulich so gestaltet sind, dass unzulässiges Befahren und Halten durch Kraftfahrzeuge unterbleibt und von Menschen allen Alters mit wenig Zeitverlust befahren werden können?“

Im Juni 2019 legte der ADFC ein Konzept vor und forderte, möglichst bald mit der Umsetzung zu beginnen.

## Übernahme und Umsetzung
Für beide Begehren mussten in einem ersten Schritt ca. 33.000 Unterschriften gesammelt werden, um einen Bürgerentscheid zu ermöglichen. Die Unterschriftensammlung begann am 28. März 2019. Am 4. Juli wurden Oberbürgermeister Dieter Reiter insgesamt etwa 160.000 Unterschriften übergeben, womit das nötige Quorum deutlich übertroffen wurde.
Im Gegensatz zu vielen anderen Radentscheid-Bürgerbegehren gelang es dem Münchner Bündnis erstmals in Deutschland, mit ihren Radentscheid-Forderungen ohne Beanstandung die Prüfung auf Zulässigkeit zu bestehen. Die Landeshauptstadt München wertete in ihrer Sitzungsvorlage an den Stadtrat die Forderungen des Radentscheids als rechtlich und inhaltlich zulässig. Eine „Grundsatzentscheidung zur Verbesserung des Radverkehrs und der Radinfrastruktur“ könne „zulässiger Gegenstand eines Bürgerbegehrens sein“, auch werde nicht gegen das Koppelungsverbot verstoßen, „obgleich [das Bürgerbegehren] 4 Ziele und entsprechende Maßnahmen zu deren Umsetzung fordert, weil zwischen den aufgeführten 4 Teilforderungen ein innerer sachlicher Zusammenhang besteht.“ Die in den Zielen genannten Maßnahmen könnten „in rechtlich (insbesondere planungs- und verkehrsrechtlich) zulässiger Weise verwirklicht werden“.
Am 24. Juli 2019 beschloss der Münchner Stadtrat die Übernahme der Ziele, womit der Bürgerentscheid entfiel.
Im Oktober wurde ein erster Vorschlag für einen Teil des Altstadtrings in der Blumenstraße vorgelegt, in der bis Ende 2021 zwei Radwege eingerichtet werden könnten. Im November einigten sich Dieter Reiter und die Initiatoren der Initiative darauf, bis 2025 ein lückenloses und sicheres Radwegenetz einzurichten, wofür vom Stadtrat pro Quartal zehn konkrete Maßnahmen beschlossen werden sollen. Dafür werden bis zum Jahr 2025 etwa 1,6 Milliarden Euro veranschlagt. Am 31. August 2020 wurde in der Blumenstraße mit dem Bau des Altstadtrings begonnen. Im März 2022 waren von den anvisierten 10,3 Kilometern 700 Meter gebaut, was vom Bündnis Radentscheid als deutlich zu wenig kritisiert wurde. Ende 2024 wurde zudem bemängelt, dass statt der veranschlagten 1,6 Milliarden Euro bis dahin nur 70 Millionen Euro ausgegeben worden seien.